# We’re Almost There
We're Almost There – singel Michaela Jacksona z albumu Forever, Michael.  Dotarł do 7 miejsca na liście R&B Singles Chart oraz do 54 miejsca na liście Hot 100 w Stanach Zjednoczonych. Utwór był wykonywany na żywo na American Bandstand w styczniu 1975 roku. Piosenka została użyta również jako strona B singla "Happy" w Wielkiej Brytanii w 1983. Remiks DJ Spinna wydany na japońskiej kompilacji Soul Source - Jackson 5 Remixes 2 wydanej w 2001 zawiera rozszerzoną partię wokalną.

## Lista utworów

### Stany Zjednoczone
1. We're Almost There
2. Take Me Back

### Wielka Brytania
1. We're Almost There
2. We've Got a Good Thing Going

## Notowania
| Lista (1975)                         | Najwyższa pozycja |
| ------------------------------------ | ----------------- |
| U.S. Billboard Hot 100               | 54                |
| U.S. Billboard Hot R&B/Hip-Hop Songs | 7                 |
| UK Singles Chart                     | 46                |

## Twórcy

### We're Almost There
- Wokal: Michael Jackson
- Kompozytor: Brian Holland i Edward Holland Jr.
- Produkcja: Brian Holland
- Aranżacja: James Anthony Carmichael